# 泰赫塔
泰赫塔是埃及的城鎮，由索哈傑省負責管轄，位於該國中東部尼羅河西岸，距離首府索哈傑約35公里，面積1,230平方公里，2006年人口85,331。
26°46′N 31°30′E / 26.767°N 31.500°E